# 歯根膜炎
歯根膜炎（しこんまくえん）は歯根膜、すなわち歯根とその周囲の歯槽骨の間にあるきわめて狭い隙間を満たしている結合組織の炎症である。
歯根膜炎は、C反応性タンパク質とインターロイキン-6のレベルの上昇によって示されるように、体内の炎症の増加     心筋梗塞、 アテローム性動脈硬化症      および高血圧のリスク増加と関連している 。また、60歳以上の人では、記憶力と計算能力の遅延に関連していたが  空腹時血糖異常および糖尿病患者は歯周炎の程度が高く、歯周炎によって一定引き起こされる全身性炎症状態のために血糖値のバランスをとることが困難なことが顕著で  因果関係は証明されていないが、慢性歯周炎と勃起不全 炎症性腸疾患 心臓病 および膵臓癌と関連が疑われている 